# Das EFX
Das EFX е американска рап група, чиито членове са рапърите Skoob (известен още като Books) и Dre (известен също като Krazy Drayz).

## История
Родом и двамата са от Бруклин, но пътищата им се пресичат години по-късно в университета във Вирджиния. Започват да творят заедно, наричайки се Das – от „Drayz and Skoob“ – и скоро фокусират вниманието върху себе си чрез участие в местно шоу за таланти, организирано от лейбъла EPMD. Въпреки че не печелят конкурса, онова, което демонстрират на сцената, е достатъчно, за да получат предложение за договор.
Голямото признание за дуото идва с издаването на дебютния им албум „Dead Serious“, който разкрива уникалния им стил на рапиране, съчетан с интересно звучащи безсмислици (като например маниера да завършват думите с „iggity“) и рага елементи. „Dead Serious“ разбива класациите на Billboard и постига платинен статус. Като сингли от него излизат „They Want EFX“, „Mic Checka“ и „Straight Out the Sewer“.
Въпреки че постигат далеч по-слаб успех със следващите си издания – още четири дългосвирещи проекта към днешна дата (последният от които „How We Do“ от 2003 г.), Das EFX си остават име в съвременната хип-хоп култура.
През 2006, Dre се впуска в соло карираера, като има два записани албума към Rockstar Records.

## Шоуто на Чапъл
С неподражаемия им стил на рапиране и невероятни текстове често се заиграва комедиантът Dave Chappelle в популярното си Chappelle's Show. Пример за това е негов скеч, в който играе ролята на влюбен тийнейджър, ухажващ момиче с думите „I liggity-love you“.

## Дискография
- Dead Serious (1992)
- Straight Up Sewaside (1993)
- Hold It Down (1995)
- Generation EFX (1998)
- How We Do (2003)